# Bistum Jiangmen
Das Bistum Jiangmen (lat.: Dioecesis Chiammenensis) ist eine in der Volksrepublik China gelegene römisch-katholische Diözese mit Sitz in Jiangmen. 

## Geschichte
Die Apostolische Präfektur Jiangmen wurde am 31. Januar 1924 durch Papst Pius XI. mit der Apostolischen Konstitution Ut aucto aus Gebietsabtretungen des Apostolischen Vikariates Shantou errichtet. Am 3. Februar 1927 wurde die Apostolische Präfektur Jiangmen durch Pius XI. zum Apostolischen Vikariat erhoben.
Das Apostolische Vikariat Jiangmen wurde am 11. April 1946 durch Papst Pius XII. mit der Apostolischen Konstitution Quotidie Nos zum Bistum erhoben und dem Erzbistum Canton als Suffraganbistum unterstellt.

## Ordinarien

### Apostolische Vikare von Jiangmen
- James Edward Walsh MM, 1927–1936
- Adolph John Paschang MM, 1937–1946

### Bischöfe von Jiangmen
- Adolph John Paschang MM, 1946–1968
- Sedisvakanz, seit 1968